# Greenville (Georgia)
Greenville es un pueblo ubicado en el condado de Meriwether en el estado estadounidense de Georgia. En el censo de 2000, su población era de 946.

## Demografía
En el 2000 la renta per cápita promedia del hogar era de $25,114, y el ingreso promedio para una familia era de $32,500. El ingreso per cápita para la localidad era de $12,997. Los hombres tenían un ingreso per cápita de $28,750 contra $21,346 para las mujeres.

## Geografía
Greenville se encuentra ubicado en las coordenadas 33°1′40″N 84°42′49″O / 33.02778, -84.71361 (33.027845, -84.713562).
Según la Oficina del Censo, la localidad tiene un área total de 4,7 km² (1,8 mi²), de la cual 4,7 km² (1,8 mi²) es tierra y 0 km² (0 mi²) (0.00%) es agua.